# کمال‌بیک
کمال‌بیک روستایی در دهستان جبل بخش تودشک شهرستان کوهپایه استان اصفهان ایران است.

## جمعیت
بر پایه سرشماری عمومی نفوس و مسکن در سال ۱۳۹۵ جمعیت این روستا ۱۸۶ نفر (۶۳خانوار) بوده‌است.